# San Quintín (Baja California)
San Quintín es una localidad pesquera y agrícola, que junto a otras poblaciones cercanas forman el Valle de San Quintín dentro del municipio homónimo ubicado en el estado de Baja California, al noroeste de México.  
El valle se destaca por la siembra de tomates, hortalizas, frambuesas, arándanos y fresas; de este último, es el principal promotor a nivel estatal y ha logrado convertir a Baja California en el segundo productor a nivel nacional.
El 12 de febrero de 2020, el Congreso del Estado aprobó la creación del municipio de San Quintín. El 27 de febrero de ese mismo año, se publica en el Periódico Oficial del Estado, el Decreto N.º 46 por el cual se crea el municipio de San Quintín.

## Historia

### Prehistoria y las primeras exploraciones

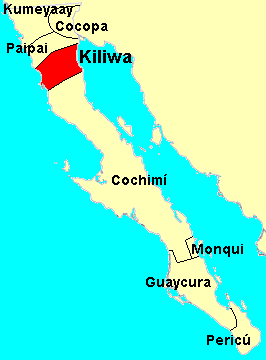
Localización del territorio histórico de los kiliwas

La permanencia humana en la región, es cercana a los 10 mil años. De los primeros pobladores de la Bahía de San Quintín es posible encontrar numerosas evidencias arqueológicas, como antiguos concheros, manos de metate y puntas de echas diseminadas en amplias zonas, así como algunas cuevas antiguamente habitadas por los indígenas. Las cuevas están situadas en las costas de Bahía Falsa. Los grupos étnicos de la región eran, principalmente, los kiliwas, quienes se establecieron en los valles y las faldas de la Sierra La Cieneguilla (ahora "San Pedro Mártir").
Su territorio étnico comprendía los terrenos ubicados al norte del paralelo 31°, y estaba delimitado por varios puntos notables de la geomorfología de la región. Sus vecinos, por el norte, fueron los cucapá, a quienes los kiliwa dan el nombre de coa pa'(i) ?ipá ti'lim. Al oriente, su territorio tenía como límite natural el Ni'pai. Al poniente, se encontraba el territorio de los paipai y los waš-?lá (¿cochimíes?). Al sur, sus vecinos fueron los nñaki'pá(i) kawí'a y los ja'uigrepa (i) ?ipá tl'm. El territorio étnico de los kiliwas era llamado por esta tribu Ko'lew nñimát, que en el idioma kiliwa significa "La tierra de nuestra gente" o "Nuestra tierra". El país de los kiliwas estaba dividido, en tiempos remotos, en doce secciones, que correspondían con los linajes, los grupos domésticos y con el territorio mítico otorgado por Meltí ?ipá jalá(u), la divinidad creadora de la mitología del pueblo kiliwa.
Fue en junio de 1542, desde Barra de Navidad donde zarpó Juan Rodríguez Cabrillo en su nave insignia el San Salvador, acompañado del Victoria, un barco más pequeño, y el San Miguel, una pequeña fragata. La misión encomendada por el virrey Antonio de Mendoza, era reconocer la costa noroccidental de la hoy Norteamérica, entonces las Indias y eventualmente llegar a Asia.
Siguiendo el derrotero de Francisco de Ulloa, quien en 1540 reconoció por primera vez que Baja California era una península y no isla, su objetivo era llegar más allá de donde este último navegante lo había hecho, en una bahía al sur del Rosario, aproximadamente. En los últimos días de agosto arriba a la bahía de San Quintín, a la que él llamó el Puerto de la Posesión, por haber realizado ahí esta acción en favor de la Corona española. Posiblemente en este sitio se encontró a unos indígenas, quienes a señas le relataron sobre el encuentro con unos exploradores al noreste, en la zona delta del Río Colorado, quienes quizá eran parte de la expedición de Francisco Vázquez de Coronado o posiblemente de Hernando de Alarcón, esperanzado en que tal vez estos hombres pudieran entregar a los viajeros una carta para avisar de su presencia en la zona.
El 12 de octubre de 1602, Sebastián Vizcaíno realiza una segunda expedición en el Pacífico, llamando a la Bahía de San Quintín ó “Bahía de las Once Mil Vírgenes”.

### Época de las misiones
En 1775, los dominicos instalaron la Misión de Santo Domingo de la Frontera, a unos kilómetros de la actual Colonia Vicente Guerrero, siendo reubicada en 1793. En 1794, se instaló la Misión de San Pedro Mártir de Verona.  Estas misiones cumplieron la labor, como el resto lo hicieron, de evangelizar a los indígenas que ahí radicaban y se convirtieron en lugares para la ganadería, la agricultura y así poder obtener comida y una vida sedentaria.
En el año de 1797 se dio el mayor avance dominico con la fundación de San Miguel Arcángel, y no se realizó ningún nuevo desarrollo misional como tal. Así, para 1818 fue cerrada la misión de San Fernando Velicatá y para 1834 tan sólo mantenían cierta actividad, con dos o tres misioneros en total, las misiones dominicas de Santo Domingo, Santo Tomás de Aquino y Santa Catarina, fundándose la última "misión dominica", la de Nuestra Señora de Guadalupe del Norte, que realmente se instaló bajo las necesidades administrativas del ranchero y padre presidente fray Félix Caballero.4 Para los años de 1839–1840 fueron abandonadas Santo Domingo, Santa Catarina y la de Guadalupe del Norte, quedando una misión: Santo Tomás, la cual fue cerrada oficialmente hasta el año de 1849, aunque el misionero fray Tomás Mansilla permaneció como capellán de la colonia militar posiblemente hasta principios de 1851.

### Fundación de San Quintín
Desde los años 20 del siglo XIX, San Quintín se convirtió un lugar apto para la extracción de sal, diversos documentos indican que en 1829, el gobernador José María Echendía, otorgó permisos a una embarcación rusa para dicha actividad. En 1845 se otorgó una concesión a José Luciano Espinoza por 4,300 hectáreas, de quien hay constancia de lo que pagó por el terreno de dicha superficie, de donde nació el Rancho de Santo Domingo. Manuel de Jesús Castro solicitó la propiedad de las salinas en 1854. La venta de sal originó en 1855 la apertura extraoficial del Puerto de San Quintín, con notable beneficio para la localidad. Cada tres o cuatro meses llegaba un buque a cargar 150 o 200 toneladas de sal que se exportaba a la Alta California. Así fueron recaudados por derechos de exportación 8 mil 85 pesos en 1855; 4 mil 619 en 1856 y 2 mil 500 en 1857, siendo estas cantidades los únicos ingresos produjo la Frontera a la hacienda nacional.
En 1853, durante la Guerra México-Estados Unidos, el gobernador Pío Pico huyó hacia el sur de la Baja California tras la toma de algunas misiones por parte del ejército estadounidense. Ante la necesidad de recursos, Luciano vendió algunos terrenos, entre ellos el de la Misión de Santo Domingo.
Posteriormente, en 1884 se organizó la Compañía Internacional, de capital estadounidense, al comprar los derechos a las concesiones otorgadas a Luis Hüller. En vista de la enormidad de la concesión de Baja California, la empresa optó por crear varias compañías subsidiarias (sin obtener la autorización requerida) que tomaran a su cargo la colonización de determinadas secciones. En San Quintín, se proyecta la Colonia Romero Rubio, en honor al licenciado Manuel Romero Rubio, ministro de Gobernación y padre de Carmelita, la esposa de don Porfirio Díaz: Esta colonia se desarrolla a pasos agigantados y para noviembre de 1887 tenía alrededor de 300 o 400 personas de muchas familias, tanto estadounidenses como mexicanas.
Llegada de la compañía norteamericana Hanbury & Garvey que por motivos de guerra civil en el país vecino decide vender a una compañía inglesa que se denominó Compañía Mexicana de Terrenos y Colonización fundamentada por la concesión de colonización firmada por el presidente Porfirio Díaz y con ella Randall Young quien funda el rancho Hamilton, mismo que fue heredado a Harriet Hattie Hamilton y construye un hotel con 11 habitaciones y una pista de aterrizaje, que posteriormente usa y   menciona el escritor Earley Stanley Gardner en sus constantes visitas (1950-1966) de exploración a Baja California, quien aportó conocimiento e interés sobre el estado en California y otras latitudes. 
Se funda el pueblo de San Quintín en 1887, durante los próximos 20 años se consolidaron obras como 200 km de caminos y trazado urbano, una compañía de agua potable, el molino de harina más moderno de Latinoamérica, el ferrocarril de San Quintín y el acondicionamiento del muelle y el dragado de la bahía.
En 1910, con la salida de Díaz del poder y la declaración por parte de líderes revolucionarios de no reconocer los tratados que Díaz hubiera firmado, fue echada la suerte del pueblo, para 1917 ya no quedaba casi nada del floreciente pueblo de San Quintín y este dejó de existir por más de 30 años cuando fue reubicado, en lo que se conoce como Rancho Las Escobas, su ubicación actual a casi 12 km del lugar que vio nacer por vez primera su figura. 
La población de San Quintín, fue establecida formalmente como tal en 1918 por el ministro de Agricultura del Presidente Venustiano Carranza, Pastor Rouaix,  quien había hecho un viaje a Tijuana. En este viaje de 1918, se acordaron los fundos legales para, San Rafael, Santo Tomás, San Quintín, Santo Domingo, Calmalli y para Real del Castillo.
Hasta la construcción de la carretera transpeninsular, el 1 de diciembre de 1973, llegar a San Quintín, era una odisea, y el traslado de productos perecederos realmente complicado porque éstos se dañaban en la travesía.

### Época contemporánea
Tras la municipalización de Playas de Rosarito, surgieron al sur de Ensenada, movimientos que buscaban lo mismo para San Quintín y San Felipe. En 1994, se formó la Agrupación Baja California de San Quintín, los primeros en buscar municipalizar el valle.  El proyecto no se consolidó hasta décadas después, sin embargo, el 28 de octubre de 2012, se llevó a cabo una consulta ciudadana supervisada por el Instituto Estatal Electoral de Baja California. En dicho plebiscito por la municipalización de San Quintín, participaron 25,351 votantes ensenadenses registrados en el Padrón Estatal Electoral. Para que San Quintín iniciara con la conversión a municipio debía tener aproximadamente 35 mil votos a favor, los cuales no obtuvo. Un factor importante que provocó la negativa a la municipalización fue la influencia mediática de los grupos empresariales locales, donde generaron un sentido de pertenecía a los habitantes de la zona urbana de Ensenada con el eslogan "Ensenada juntita se ve más bonita" y se pidió a la población que no saliera a votar para que no se alcanzara el 10% de participación del listado nominal, también la distribución de las casillas mayoritariamente en la zona urbana donde lucieron vacías contrastando con las largas filas en las pocas casillas en la zona del valle de San Quintín, el resultado de la votación fue de 17,580 votos por el SI a la municipalización, 7,547 votos por el NO y 224 votos nulos.
El 17 de marzo de 2015 cerca de 70 mil jornaleros del Valle de San Quintín, llevaron a cabo una huelga en demanda de mejores salarios, ya que les pagaban por destajo, sin prestaciones, y laboran en condiciones deplorables, además de que había  mucho trabajo infantil en los campos agrícolas. A todo ello se iba a dar respuesta según un acuerdo que firmó el gobierno federal –a través de las secretarías de Gobernación y del Trabajo–, con los jornaleros de San Quintín, el cual contemplaba 13 puntos que no se cumplieron, como: campaña de afiliación de estos trabajadores al Seguro Social; transparentar el pago de salarios y que se les entreguen en su lugar de trabajo y sin condicionarlos. Como consecuencia de la agitación, se cerraron todos los negocios, escuelas y ranchos de la región, donde viven 140.000 personas, la mayoría de ellas migrantes de Oaxaca, Guerrero y Sinaloa, de acuerdo a censos oficiales.

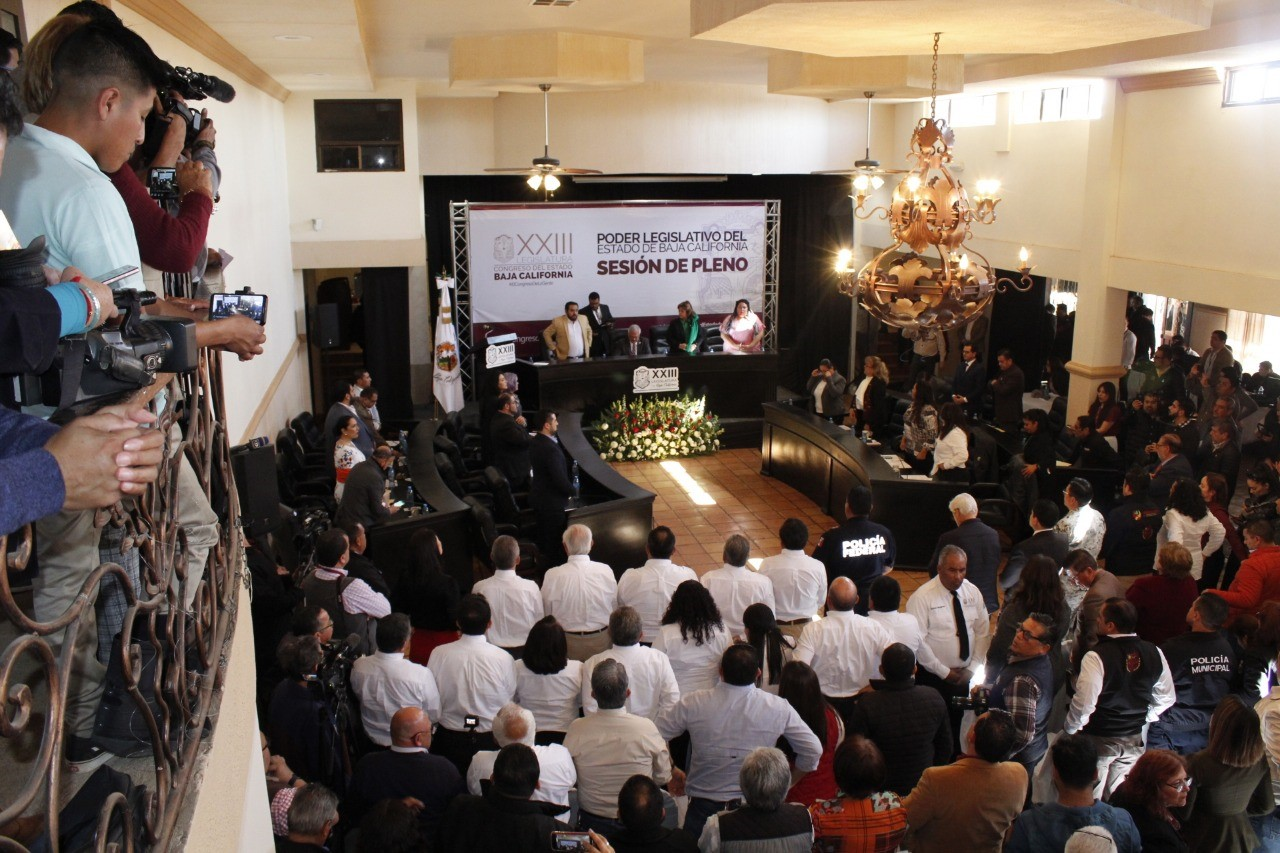
El 12 de febrero de 2020, el Congreso de Baja California se reunió en el restaurante Misión Santa Isabel, aprobando la creación del Municipio de San Quintín.

El 6 de febrero de 2020, el Congreso del Estado de Baja California aprobó la comisión de la creación del sexto municipio de Baja California.  El 12 de febrero de 2020 en el restaurante Misión Santa Isabel, ubicado en la delegación de San Quintín, Ensenada, y declarado recinto oficial para esta ocasión, en donde estuvieron como invitados especiales el gobernador del Estado, Jaime Bonilla Valdez; el alcalde de Ensenada, Armando Ayala Robles y el presidente del Poder Judicial, Salvador Juan Ortiz Morales. Asimismo, hicieron acto de presencia cientos de residentes de esta región agrícola del sur de Baja California, en apoyo de la municipalización.
El primer ayuntamiento del municipio de San Quintín será electo en las elecciones ordinarias correspondientes al año 2024, para entrar en funciones el día primero de octubre de ese mismo año”. En tanto, el gobierno municipal se depositará en un Concejo Municipal Fundacional, integrado por 5 concejales con sus respectivos suplentes, mismos que serán designados por el Congreso del Estado a propuesta del gobernador de entre 15 vecinos del nuevo municipio.  El 27 de febrero de ese mismo año, se publica en el Periódico Oficial del Estado, el Decreto No.46 por el cual se crea el Municipio de San Quintín.

## Geografía

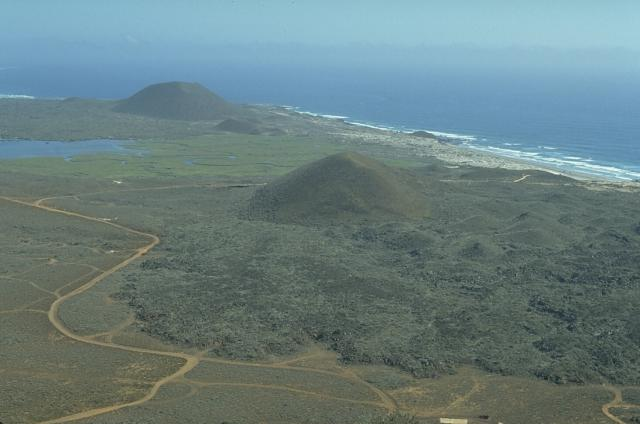
Volcanes en San Quintín

La región de San Quintín tiene como límites; al norte y este con la Colonia Vicente Guerrero, al sur con El Rosario, y al oeste con el océano Pacífico. Se localiza 178 km del sur del puerto de Ensenada. Como valle agrícola, este se extiende desde Camalú hasta El Socorrito, siendo unos 720 kilómetros cuadrados de tierra útil para la agricultura. La zona cuenta con un humedal clasificado en 2008 como sitio Ramsar.

### Orografía
La altura más baja del Valle de San Quintín es el nivel del mar, en las costas del Océano Pacífico, contando con algunas playas en su litoral. Algunas elevaciones claramente marcadas son los 13 conos volcánicos ubicados en la bahía. El sitio está definido por 13 conos volcánicos divididos en 2 grupos: el grupo norte compuesto por el volcán Media Luna, Callado Internacional y Monte San Quintín. El grupo sur es el más grande y se compone por el volcán Bazu, Riveroll, Kenton, Monte Ceniza, Picacho Vizcaíno, Sudoeste, Pescador (1 y 2), y como unidades independientes, volcán Punta Mazo e Isla San Martin (sí, esta isla es un volcán extinto).
La elevación se va incrementando en tierras interiores hacia la Sierra San Pedro Mártir, con una elevación de 1,600 metros, en donde se ubicaba anteriormente la misión de San Pedro Mártir de Verona.

### Clima
El clima predominante de la región es seco, sin embargo existen diversos microclimas, como el semiseco-templado en la porción norte de la región, comprendiendo el ejido Erendira, el poblado de San Vicente y el ejido Pai-pai en el corredor localizado entre la sierra de San Pedro Mártir y el océano Pacífico. 
Se distinguen los regímenes de lluvia: el de verano (julio, agosto y septiembre) en la vertiente del Mar de Cortés; desde el litoral de la sierra de Calamajué y San Borja, a menos de 1000 metros sobre el nivel de mar, la precipitación media anual es de 80 mm.
El otro régimen el de invierno (diciembre, enero, febrero y marzo), se presenta sobre la vertiente del Pacífico así como en lugares con altura mayores a 1000 m sobre el nivel del mar en las sierras localizadas sobre las costas del golfo en San Quintín la precipitación media actual es de 220 mm. Y para el sur del El Rosario de 100 mm.
| Parámetros climáticos promedio de San Quintín | Parámetros climáticos promedio de San Quintín | Parámetros climáticos promedio de San Quintín | Parámetros climáticos promedio de San Quintín | Parámetros climáticos promedio de San Quintín | Parámetros climáticos promedio de San Quintín | Parámetros climáticos promedio de San Quintín | Parámetros climáticos promedio de San Quintín | Parámetros climáticos promedio de San Quintín | Parámetros climáticos promedio de San Quintín | Parámetros climáticos promedio de San Quintín | Parámetros climáticos promedio de San Quintín | Parámetros climáticos promedio de San Quintín | Parámetros climáticos promedio de San Quintín |
| Mes                                           | Ene.                                          | Feb.                                          | Mar.                                          | Abr.                                          | May.                                          | Jun.                                          | Jul.                                          | Ago.                                          | Sep.                                          | Oct.                                          | Nov.                                          | Dic.                                          | Anual                                         |
| --------------------------------------------- | --------------------------------------------- | --------------------------------------------- | --------------------------------------------- | --------------------------------------------- | --------------------------------------------- | --------------------------------------------- | --------------------------------------------- | --------------------------------------------- | --------------------------------------------- | --------------------------------------------- | --------------------------------------------- | --------------------------------------------- | --------------------------------------------- |
| Temp. máx. abs. (°C)                          | 29.5                                          | 33.0                                          | 31.0                                          | 36.5                                          | 33.0                                          | 42.0                                          | 44.0                                          | 42.0                                          | 43.0                                          | 37.5                                          | 33.5                                          | 28.0                                          | 44                                            |
| Temp. máx. media (°C)                         | 18.7                                          | 19.4                                          | 19.2                                          | 20.9                                          | 20.5                                          | 21.6                                          | 24.0                                          | 24.9                                          | 25.6                                          | 23.4                                          | 21.0                                          | 18.8                                          | 21.5                                          |
| Temp. media (°C)                              | 12.5                                          | 13.3                                          | 13.3                                          | 15.5                                          | 16.1                                          | 17.6                                          | 19.9                                          | 20.7                                          | 20.6                                          | 17.7                                          | 14.8                                          | 12.7                                          | 16.2                                          |
| Temp. mín. media (°C)                         | 6.3                                           | 7.2                                           | 8.6                                           | 10.0                                          | 11.6                                          | 13.7                                          | 15.8                                          | 16.4                                          | 15.6                                          | 12.1                                          | 8.6                                           | 6.7                                           | 11.1                                          |
| Temp. mín. abs. (°C)                          | -5.0                                          | -3.5                                          | -3.0                                          | -1.0                                          | 1.0                                           | 3.5                                           | 6.0                                           | 8.0                                           | 4.0                                           | 2.0                                           | -1.0                                          | -5.0                                          | -5                                            |
| Fuente: 29 de febrero de 2020                 |                                               |                                               |                                               |                                               |                                               |                                               |                                               |                                               |                                               |                                               |                                               |                                               |                                               |

El sistema hidrográfico de la región está comprendido por 2 cuencas aproximadamente, en la porción norte hay 8, los cuales cuentan con más disponibilidad de agua aunque en algunas de ellas se cuenta con un mercado desequilibrado entre extracción y recarga como es el caso de Camalú con Vicente Guerrero (Sto. Domingo), San Quintín (San Simón).

### Flora y Fauna
Su vegetación característica es el matorral y plantas del desierto como: agave, cirio, cardón, ocotillo, biznaga, datilillo y choya, en la zona seca; en la zona templada, predomina el mezquite, la jojoba y el aliso. Entre los animales más característicos se encuentran: pato, gaviota, pelícano, grulla y ganso. En la costa: el abulón, almeja, mejillón, erizo de mar, ostión, langosta, foca y lobo marino. En tierras interiores: berrendo, puma, gato montés, coyote, conejos y murciélagos. 

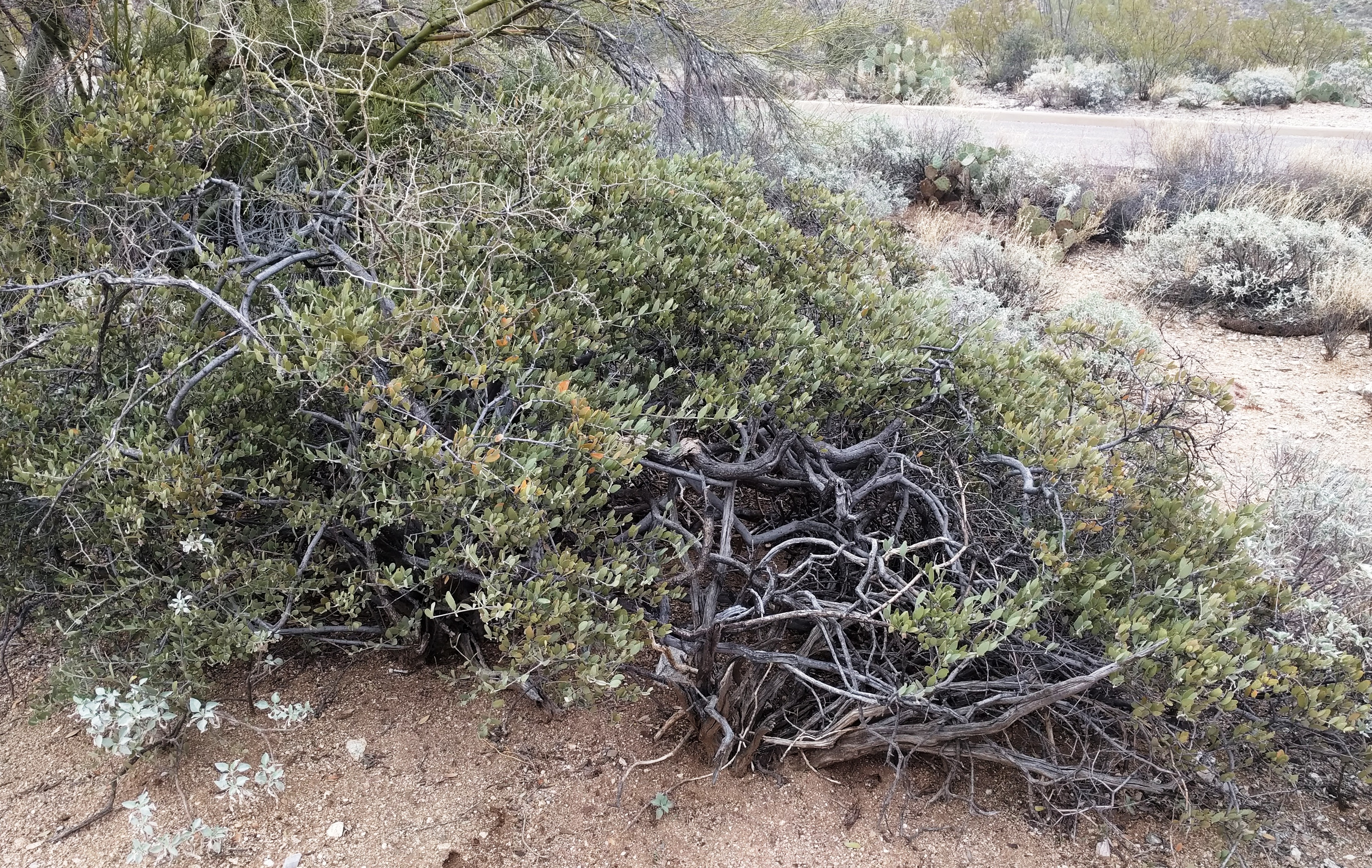
Jojoba
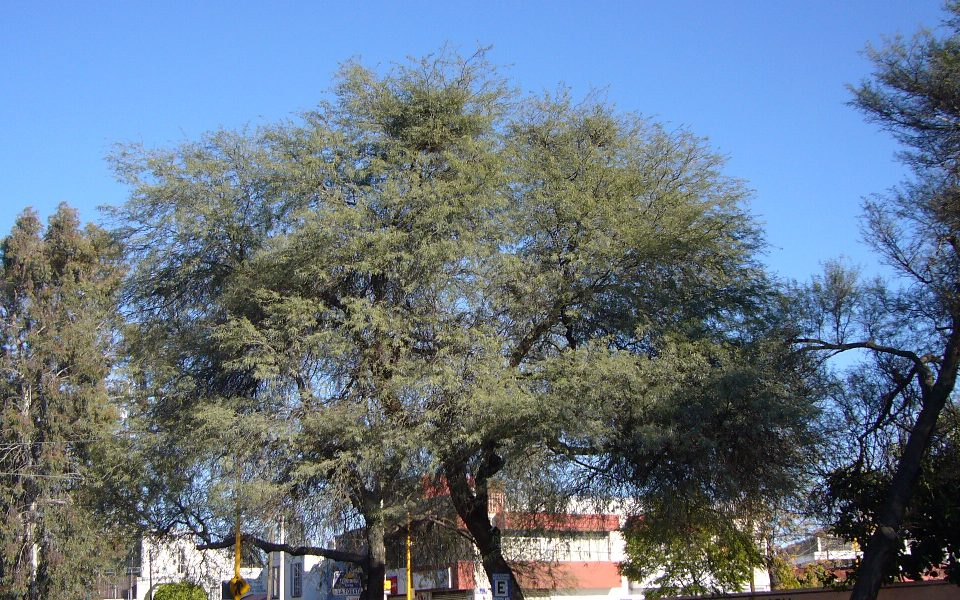
Mezquite
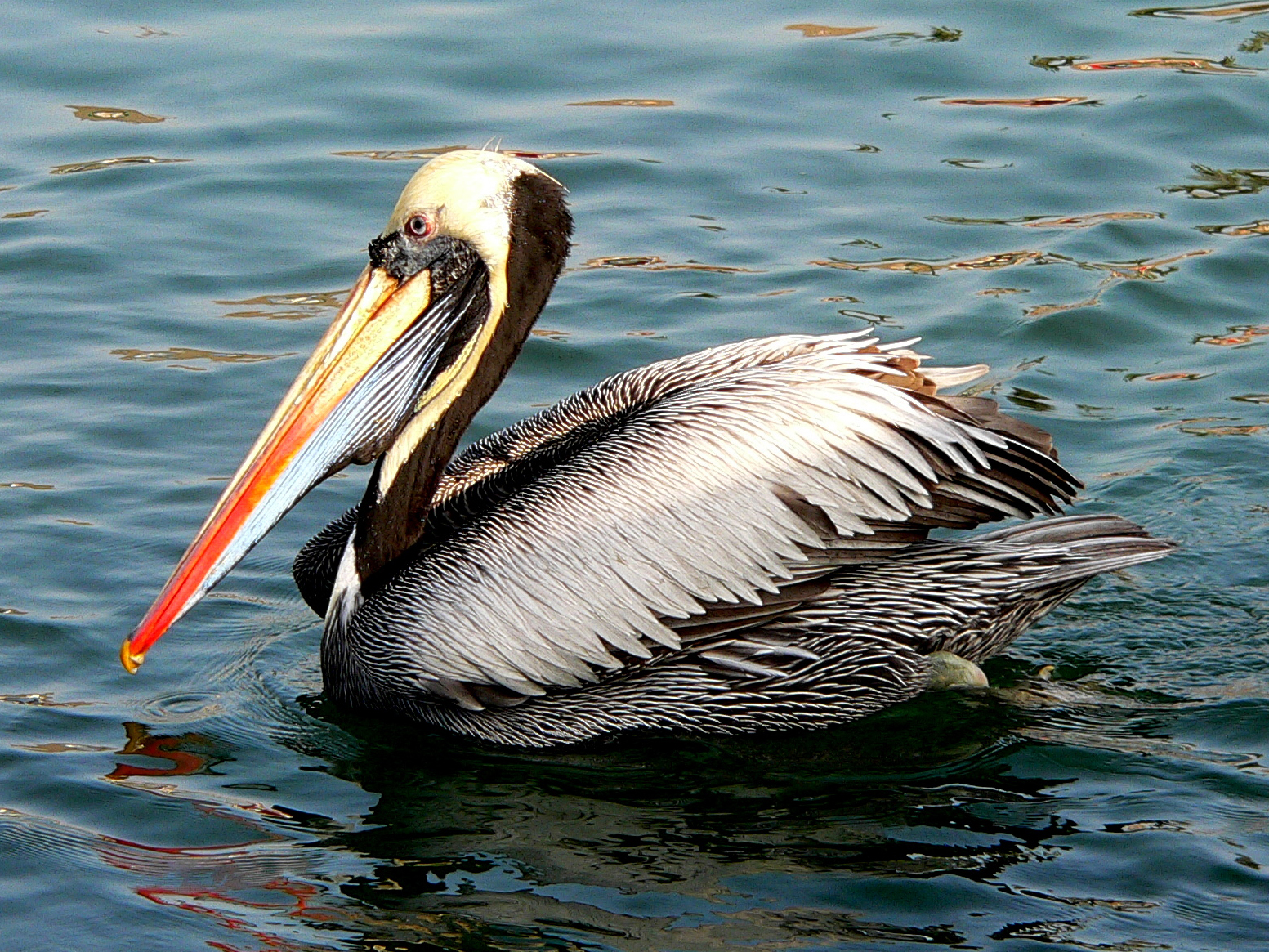
Pelícanos
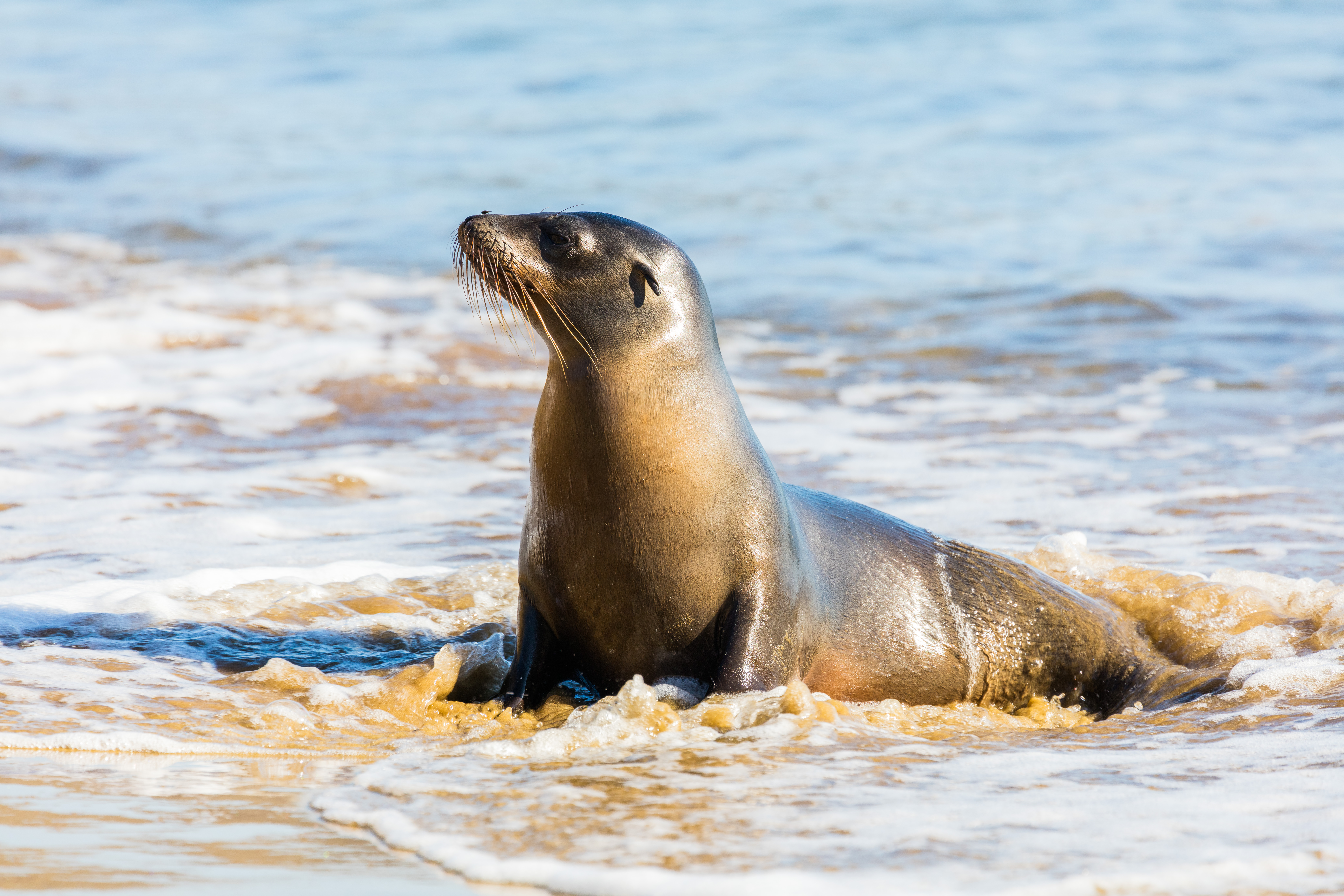
Lobos marinos
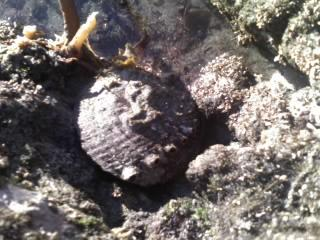
Abulón
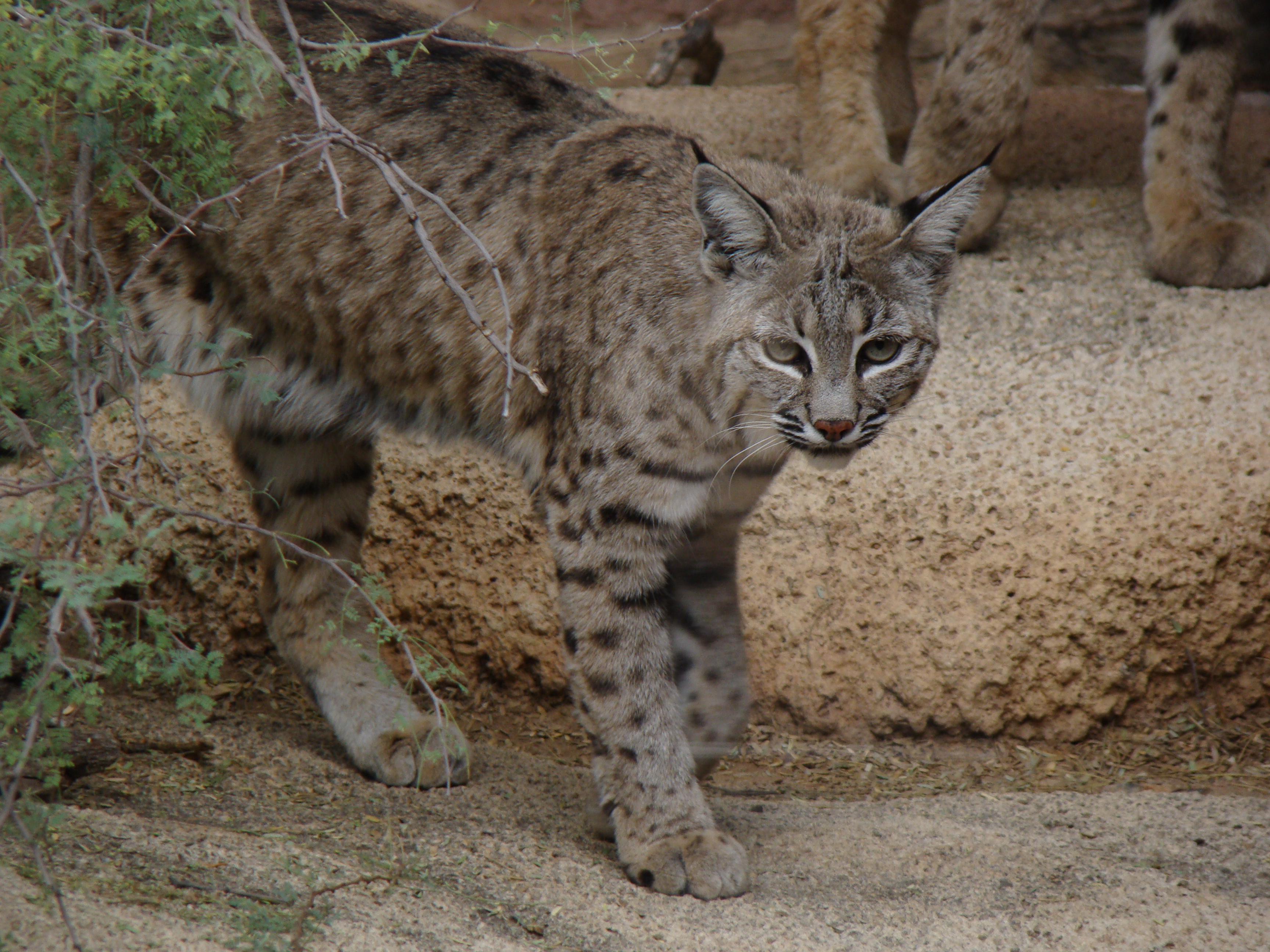
Lince o gato montés
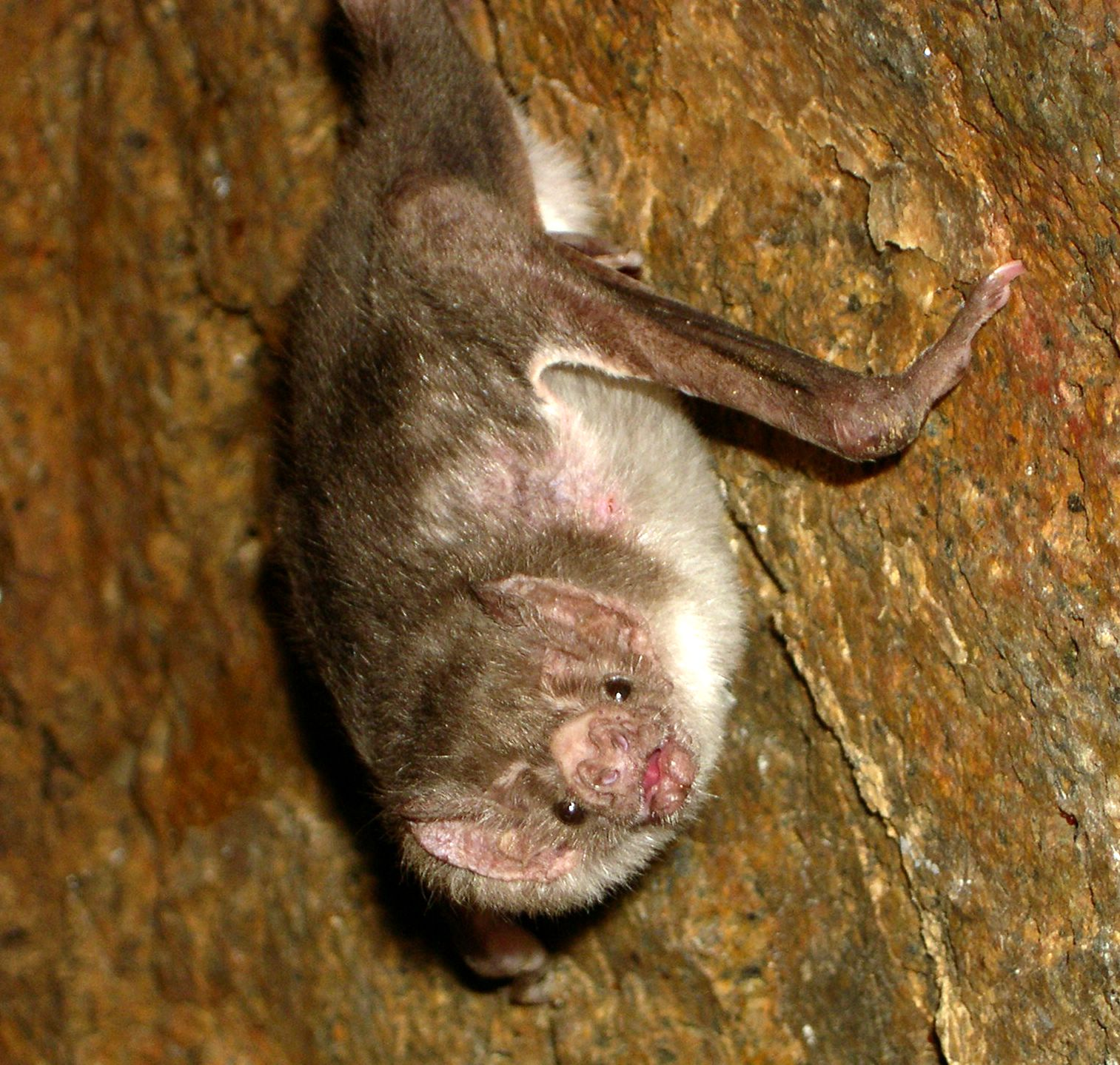
Murciélago
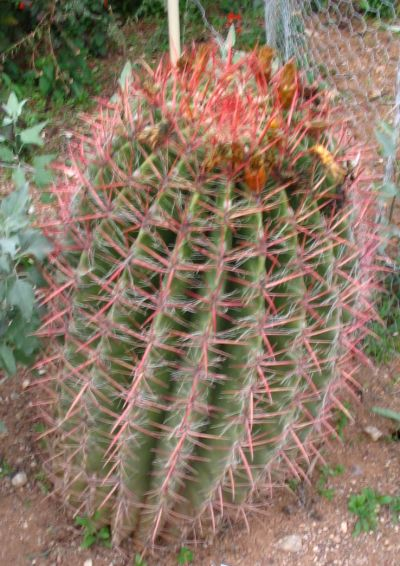
Biznága
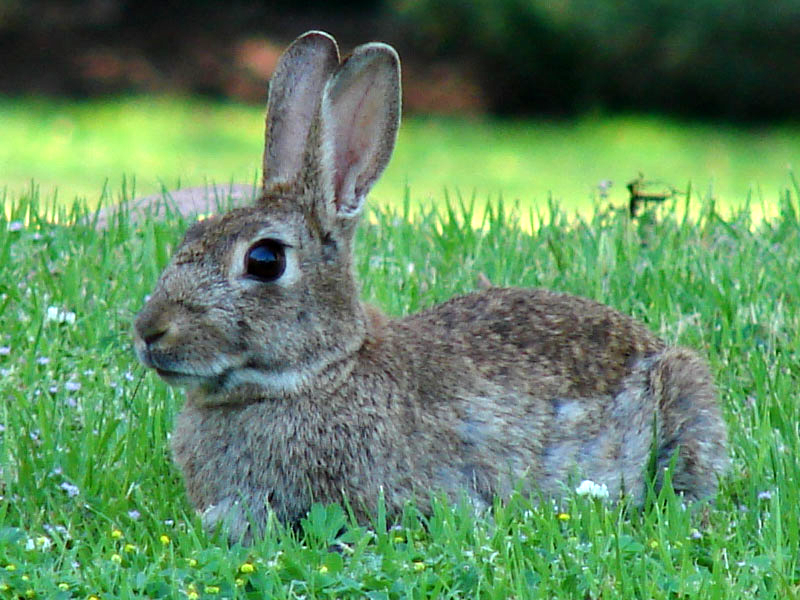
Conejos

## Población

### Demografía
Según el Segundo Conteo de Población y Vivienda del año 2010 realizado por el INEGI, solo el pueblo de San Quintín cuenta con 4,777 habitantes; de los cuales 2,432 son mujeres y 2,345 son hombres. Como delegación e incorporando la población de otras localidades cercanas, como Lázaro Cárdenas, el número de habitantes asciende a más de 24,556 personas. El Valle de San Quintín llama la atención por su crecimiento demográfico: la población creció de 4 mil habitantes en 1960 a 8 mil 500 en 1970, 38 mil en 1990, 74 mil entre los años 90 y 2000, y 92 mil habitantes para el 2010.
Constituido como el sexto municipio de Baja California, la población del territorio que lo comprende está registrada en el más reciente censo del INEGI realizado en 2020 en un número total de 117,568 habitantes registrándose una población femenina total de 57,790 equivalente a un 49.2% del porcentaje total de la población municipal que se encuentra distribuida en 541 localidades.

## Política
Como un municipio de reciente creación, la política enfocada el ámbito local solamente ha sido representada, por los movimiento pro-municipalización que fueron formados desde hace décadas. Tras su formación como el sexto municipio de Baja California, el Congreso del Estado determinó en septiembre de 2020, el Concejo Fundacional.
| Concejo Fundacional de San Quintín (2020-2024) | Concejo Fundacional de San Quintín (2020-2024) |
| Titular                                        | Suplente                                       |
| ---------------------------------------------- | ---------------------------------------------- |
| Jorge Alberto López Peralta (Presidente)       | Vicente Guerrero Herrera                       |
| María Celeste Gómez Juárez                     | Elizabeth González                             |
| Anayeli Bautista Tenorio                       | Griselda Antunez                               |
| Selvio Ibáñez Guzmán                           | Fidel Sánchez                                  |
| Arnulfo Silva Martínez                         | Martiniano Hernández                           |

## Deportes
A nivel profesional, el equipo de Freseros de San Quintín es el único representante deportivo de la ciudad a nivel nacional. Sin embargo, la localidad cuenta con su propia liga local de fútbol, llamada Liga Municipal de Fútbol San Quintin A. C, jugando también en el estadio Dr. Miguel Valdez Salazar. 
|                         | Deporte | Competición          | Estadio/Sede                      | Creación |
| Freseros de San Quintín | Béisbol | Liga Norte de México | Estadio Dr. Miguel Valdez Salazar | 2013     |